# Steffi Walter
Steffi Walter (nacida como Steffi Martin, Bad Schlema, RDA, 17 de septiembre de 1962–21 de junio de 2017) fue una deportista alemana que compitió para la RDA en luge en la modalidad individual.
Participó en dos Juegos Olímpicos de Invierno, Sarajevo 1984 y Calgary 1988, obteniendo una medalla de oro en cada edición, ambas en la prueba individual.
Ganó dos medallas de oro en el Campeonato Mundial de Luge, en los años 1983 y 1985, y dos medallas de plata en el Campeonato Europeo de Luge entre los años 1982 y 1986.

## Palmarés internacional
| Juegos Olímpicos   | Juegos Olímpicos             | Juegos Olímpicos | Juegos Olímpicos |
| Año                | Lugar                        | Medalla          | Prueba           |
| ------------------ | ---------------------------- | ---------------- | ---------------- |
| 1984               | Sarajevo (Yugoslavia)        | Medalla de oro   | Individual       |
| 1988               | Calgary (Canadá)             | Medalla de oro   | Individual       |
| Campeonato Mundial |                              |                  |                  |
| Año                | Lugar                        | Medalla          | Prueba           |
| 1983               | Lake Placid (Estados Unidos) | Medalla de oro   | Individual       |
| 1985               | Oberhof (RDA)                | Medalla de oro   | Individual       |
| Campeonato Europeo |                              |                  |                  |
| Año                | Lugar                        | Medalla          | Prueba           |
| 1982               | Winterberg (RFA)             | Medalla de plata | Individual       |
| 1986               | Hammarstrand (Suecia)        | Medalla de plata | Individual       |